# Labena trilineata
Labena trilineata là một loài tò vò trong họ Ichneumonidae.